# Alfred Halm
Pour les articles homonymes, voir Halm.
Alfred Halm, parfois crédité H. Fredall, est un acteur, metteur en scène, réalisateur et scénariste allemand, né le 9 décembre 1861 à Vienne (Autriche) et mort le 5 février 1951 à Berlin.

## Biographie

### Origines
Alfred Halm naît en décembre 1861 à Vienne sous le nom d'état civil de Alfred Hahn.

### Carrière

#### Acteur, metteur en scène et directeur de théâtre
Alfred Halm commence sa carrière comme acteur sur scène à Hanau, Gießen, Barmen et Elberfeld et au Flora-Theater de Zurich. Au début des années 1890, il arrive à Berlin et est utilisé comme jeune premier.
Au Lobe-Theater de Breslau, il accumule non seulement ses premières expériences de mise en scène, mais il devient également co-directeur du théâtre d’Été. En 1906, il prend la direction du theâtre de la Nollendorfplatz à Berlin et le dirige jusqu’à sa faillite en 1912. Dans ses mises en scène, son ami l’acteur Josef Kainz est souvent sollicité.

#### Réalisateur et scénariste de cinéma
En 1913, Halm aborde le cinéma naissant, où il réalise divers films où il contribue généralement au scénario. En 1915, il fonde avec Ernst Gotthelft et Paul Heidemann la société Teddy Film GmbH. L’adaptation cinématographique en 1919 de Rose Bernd de Gerhart Hauptmann avec Henny Porten et Emil Jannings dans les rôles principaux est un succès public. Après 1926, Halm réduit son activité de réalisateur et se concentre sur l’écriture de scénarios, puis écrit des pièces de théâtre et travaille comme traducteur. Après l'arrivée au pouvoir des nazis en 1933, Alfred Halm, bien que non pratiquant, ne reçoit plus de commandes en raison de son origine juive et se trouve mis à l'écart de son métier.
Pendant la Seconde Guerre mondiale, il est incarcéré à Theresienstadt en compagnie de sa seconde femme. Tous deux survivent et retournent vivre à Berlin après la défaite de l'Allemagne nazie.
Halm habite les dernières années de sa vie au no 166 Spanischen Allee.

### Vie privée
En 1901, Alfred Halm épouse à Berlin-Charlottenbourg Minnie Landes (1873-1919), fille d’un commerçant new-yorkais. Le couple a deux enfants : Harry et Evelyn, Harry (de) est devenu acteur, et Evelyn écrivain.
Après la mort de sa première femme en 1920, Halm épouse à Berlin-Schöneberg, Fabienne Heymann, âgée de 29 ans.

### Mort
Alfred Halm meurt en février 1951 à l’hôpital Behring de Berlin-Zehlendorf d’une calcification des artères.

## Filmographie

### Comme acteur
- 1923 : S.O.S. Die Insel der Tränen

### Comme réalisateur
- 1914 : Ihr Unteroffizier
- 1914 : Vater und Sohn
- 1915 : Die kleine Heldin
- 1915 : Der Majoratserbe
- 1916 : Die Bettlerin von St. Marien
- 1917 : Der Ring der Giuditta Foscari
- 1917-1918 :  Das Geschlecht der Schelme (2 Teile)
- 1918 : Die Serenyi
- 1918 : Die Rose von Dschiandur
- 1918 : Am anderen Ufer
- 1918 : Am Scheidewege
- 1918 : Frau Marias Erlebnis
- 1918 : Halkas Gelöbnis
- 1918 : Eine junge Dame von Welt
- 1918 : Ferragus (Die Dreizehn)[9]
- 1918 : Jadwiga
- 1918 : Das Frühlingslied
- 1918 : Die Nonne und der Harlekin
- 1919 : Das Werkzeug des Cosimo
- 1919 : Rose Bernd
- 1919 : Die Tochter des Mehemed
- 1919 : Margarete. Die Geschichte einer Gefallenen
- 1919 : Pogrom
- 1919 : Die Sühne der Martha Marx
- 1919 : Die Fahrt ins Blaue
- 1919 : Eugen Onegin
- 1919 : Lucas, Kapitel 15
- 1919 : Die kleine Staszewska
- 1919 : Die Peruanerin
- 1920 : Der galante König – August der Starke[10]
- 1920 : Die goldene Krone
- 1920 : Die letzten Kolczaks
- 1920 : Die Marchesa d'Armiani
- 1921 : Aus dem Schwarzbuch eines Polizeikommissars, 2. Teil
- 1921 : Das zweite Leben
- 1921 : Die kleine Dagmar
- 1921 : Der Schwur des Peter Hergatz
- 1922 : Die Dame und der Landstreicher
- 1922 : Marquise von Pompadour[11]
- 1923 : Das Weib auf dem Panther
- 1923 : Freund Ripp
- 1923 : Țigăncușa de la iatac
- 1923 : S.O.S. Die Insel der Tränen
- 1924 : Auf Befehl der Pompadour
- 1925 : Finale der Liebe
- 1925 : Der Mann auf dem Kometen
- 1926 : Familie Schimeck – Wiener Herzen
- 1926 : Die Försterchristel
- 1926 : L'Auberge du Cheval-Blanc (Im weißen Rößl)
- 1926 : Als ich wiederkam
- 1926 : Wien, wie es weint und lacht
- 1926 : Vater werden ist nicht schwer
- 1926 : Der Mann seiner Frau
- 1927 : Was die Kinder ihren Eltern verschweigen
- 1927 : Wie heirate ich meinen Chef?
- 1928 : Die schönste Frau von Paris
- 1928 : Villa Falconieri
- 1928 : Das Girl von der Revue
- 1928 : Das Fräulein von Kasse 12
- 1929 : Wer wird denn weinen, wenn man auseinandergeht?
- 1929 : Liebe im Schnee
- 1930 : Dolly macht Karriere
- 1930 : Das Mädel aus U.S.A.
- 1932 : Kreuzer Emden
- 1933 : C'était un musicien (Es war einmal ein Musikus)
- 1933 : Kaiserwalzer

### Comme scénariste
- 1918 : Vater und Sohn
- 1918 : Das Geschlecht der Schelme. 1. Teil
- 1918 : Am anderen Ufer
- 1918 : Die Rose von Dschiandur
- 1918 : Das Frühlingslied
- 1918 : Jadwiga
- 1918 : Ferragus (Die Dreizehn)[9]
- 1918 : Das Geschlecht der Schelme. 2. Teil
- 1919 : Margarete. Die Geschichte einer Gefallenen
- 1919 : Das Fest der Rosella
- 1919 : Die Sühne der Martha Marx
- 1919 : Pogrom
- 1919 : Rose Bernd
- 1919 : Das Werkzeug des Cosimo
- 1919 : Die Fahrt ins Blaue
- 1920 : Die Marchesa d'Armiani
- 1920 : Die goldene Krone
- 1920 : Der galante König - August der Starke[10]
- 1921 : Die kleine Dagmar
- 1921 : Das zweite Leben
- 1922 : Die Dame und der Landstreicher
- 1923 : Das Weib auf dem Panther
- 1924 : Auf Befehl der Pompadour
- 1925 : Un homme sur une comète (Der Mann auf dem Kometen)
- 1925 : Finale der Liebe
- 1926 : Kreuzer Emden
- 1926 : Der Mann seiner Frau
- 1926 : Die Försterchristel
- 1926 : Familie Schimeck - Wiener Herzen
- 1926 : L'Auberge du Cheval-Blanc (Im weißen Rößl)
- 1926 : Wien, wie es weint und lacht
- 1926 : Als ich wiederkam
- 1926 : Vater werden ist nicht schwer...
- 1927 : Wie heirate ich meinen Chef?
- 1927 : Was die Kinder ihren Eltern verschweigen
- 1928 : Das Fräulein von Kasse 12
- 1928 : Das Girl von der Revue
- 1928 : Villa Falconieri
- 1928 : Die schönste Frau von Paris
- 1929 : Liebe im Schnee
- 1929 : Wer wird denn weinen, wenn man auseinandergeht?
- 1930 : Das Mädel aus U.S.A.
- 1930 : Dolly macht Karriere
- 1933 : Kaiserwalzer
- 1933 : C'était un musicien (Es war einmal ein Musikus)